# Gutendorf
Gutendorf este o comună din landul Turingia, Germania.